# Amou Haji
Amou Haji ou Amoo Hadji (Irã, 20 de agosto de 1928 – 23 de outubro de 2022) foi um iraniano que viveu no vilarejo de Dejgah, na Província de Fars no sul do Irã. De acordo com a agência de notícias IRNA do Irã e dos principais sites de noticias da internet, ele tinha mais de 80 anos de idade, e não tomava banho desde seus 20 anos de idade.
Veio a óbito meses após tomar seu primeiro banho em cerca de 60 anos. Segundo os moradores da região, Amou Haji enfrentou contratempos emocionais em sua juventude que o levaram a quase nunca tomar banho.
Apesar do título que carregou, não chegou a ser incluído no Guinness World Records.

## Vida pessoal
Ele viveu em condições de forma nômade, morava em cabanas feitas pelos moradores do vilarejo e fumava cachimbos com esterco de animais. O último recorde mundial de maior tempo de sem tomar banho pertencia a um indiano, Kailash Singh, de 66 anos, que não havia tomado banho há mais de 38 anos.